# Оганесян, Артур (боксёр)
Артур Оганесян (род. 23 марта 1996, Гюмри) — армянский боксёр. Чемпион Европейских игр 2019 года в весовой категории до 49 кг. Член сборной Армении по боксу. Участник летних Олимпийских игр 2016 года.

## Карьера
Проживает в Армении. На ринг выходит в наилегчайших весовых категориях. Тренеры Карен Казарян, Рудик Мкртчян. Принял участие на Олимпийских играх в Бразилии, но уступил своему оппоненту Самуэлю Кармону из Испании уже в первом раунде.
На Европейских играх в Минске сумел завоевать золотую медаль, в решающем поединке победил грузинского атлета Сахила Алахвердови. Это первый крупный успех армянского спортсмена на международных соревнованиях по любительскому боксу.